# (1532) Inari
(1532) Inari – planetoida z pasa głównego asteroid okrążająca Słońce w ciągu 5 lat i 76 dni w średniej odległości 3 au. Została odkryta 16 września 1938 roku w Obserwatorium Iso-Heikkilä w Turku przez Yrjö Väisälä. Nazwa planetoidy pochodzi od Inari, jeziora w Finlandii. Przed nadaniem nazwy planetoida nosiła oznaczenie tymczasowe (1532) 1938 SM.